# Twink

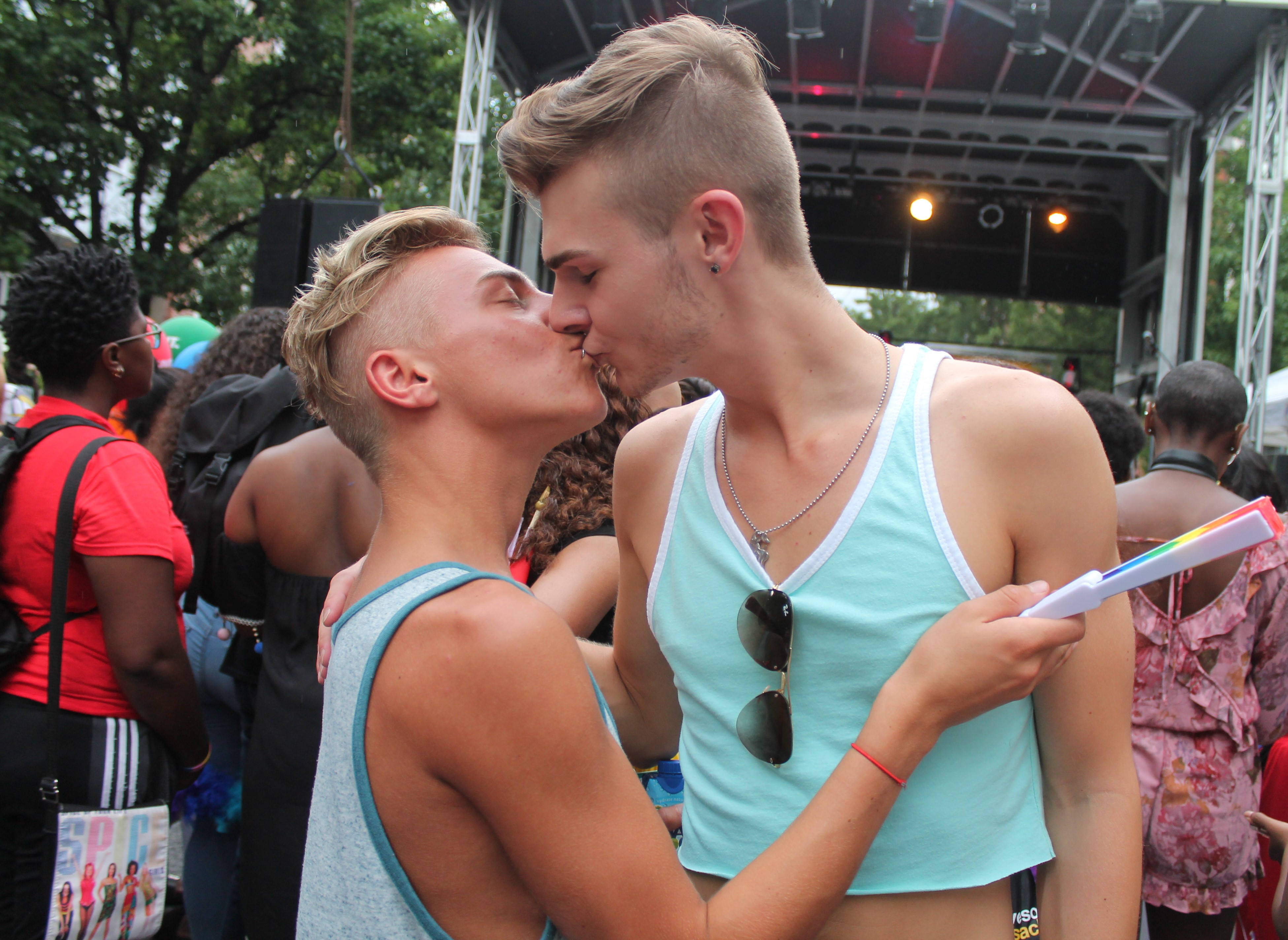
Um casal jovem na 42ª Festa do Orgulho Gay de Baltimore em junho de 2017

Twink (no diminuitivo em inglês, twinkie) é uma gíria da língua inglesa, originalmente proveniente do jargão LGBT, usada para descrever jovens do sexo masculino geralmente entre 16 e 25 anos, ou adultos com aparência física igualmente jovem ou pueril, caracterizados geralmente por um corpo magro ou atlético e "liso", sem pelos nem marcas de expressão ou de idade. Existe toda uma indústria de pornografia "twink", focada nesse estereótipo físico.

## Etimologia

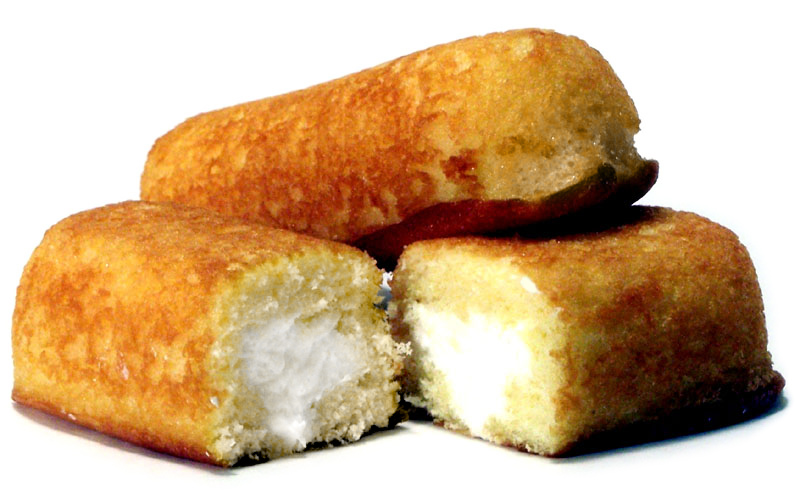
Existe a possibilidade da origem do termo remeter ao produto de pâtisserie Twinkie, uma espécie de bolinho

As origens exatas do termo twink são contestadas. Alguns traçam sua primeira aparição em 1963, embora possa ser derivado de uma gíria gay britânica mais antiga twank, que significa: "a caça de uma prostituta homossexual (homem); um homem disposto e pronto para se tornar o 'parceiro' de qualquer homem dominante". O Oxford Dictionaries afirma que o twink teve origem na década de 1970.
Outra possível origem do termo pode ser uma derivação do bolo de lanche Twinkie, comumente considerado como o junk food por excelência: "pouco valor nutricional, doce ao gosto e recheado com creme". O creme está entre os termos eufemísticos mais conhecidos para sêmen relacionados a alimentos. A definição de twink foi ampliada e os qualificadores (como muscle ou femme) restringem o significado a um tipo mais específico de twink.

## História do conceito
Devido às suas origens suspeitas, o termo tem sido acusado de depender de "tropos etaristas e racistas da juventude e da atratibilidade branca" por Susan Driver. No que diz respeito ao termo, a epistemologia de Susan Driver descobre que é "um jovem branco e masculinidade performada que pode ser fetichizada, consumida... claramente codificada em termos de raça e idade: branco, jovem", estabelecendo assim a intersecção para a qual raça e idade se unem para criar uma denominação hiper-sexualizada, frequentemente associada a atos sexuais e à indústria pornográfica.
Freqüentemente , os jovens são barbeados para enfatizar uma aparência jovem e fresca. Alguns usam o termo para se referir àqueles de natureza geralmente efeminada, embora isso não seja universal. O termo tem sido usado por ursos e outros gays de maneira depreciativa e pejorativa. Em alguns casos, é um termo descritivo neutro e pode ser contrastado com urso. O termo é frequentemente modificado por vários descritores, por exemplo, femme twink, Euro twink e muscle twink . O termo é usado na indústria da pornografia gay.
Um retroacrônimo foi construído para twink de acordo com o qual significa "adolescente, branco, sem kink", embora esses traços especificados não sejam universalmente aceitos como necessários ou suficientes para classificar um indivíduo como um twink.

## Uso

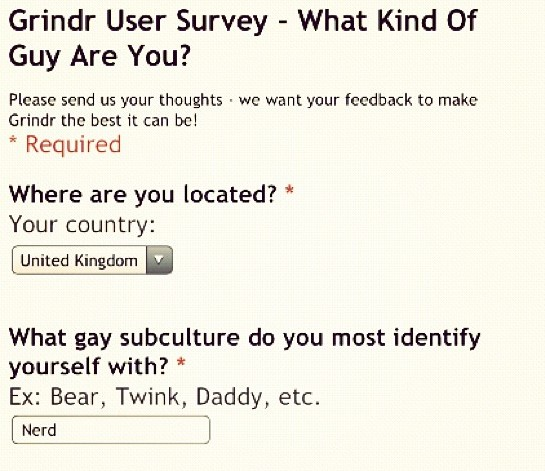
Pesquisa do Grindr perguntando aos usuários com qual subcultura eles se identificam antes de sua atualização em 2017, usando twink como exemplo

### Código twink
Como outros "códigos", como o código do urso, o código twink é um conjunto de símbolos usando letras, números e outros caracteres comumente encontrados em teclados de computador ocidentais modernos e usados para descrever e avaliar os twinks. Esses códigos são usados em postagens de e-mail, Usenet e fóruns da Internet para identificar o tipo físico e as preferências do autor da postagem, mas na maioria das vezes estão fora de uso. O código inclui: traços físicos, como "c" para a cor do cabelo (de loiro a preto); "l" para comprimento do cabelo (de calvo/barbeado a muito longo); "h" para grau de ausência de pelos; "y" para aparência jovem; e "e" para endowment ("dotação"); bem como traços de personalidade, como "q" para "queen"; e preferências sexuais, como "k" para "o kinky factor".